# Lord namiestnik Irlandii

Flaga lorda namiestnika Irlandii

Lord namiestnik Irlandii (ang. Lord Lieutenant of Ireland, irl. Ard-Leifteanant na hÉireann) – reprezentant Korony Brytyjskiej w Irlandii, głowa administracji Zamku Dublińskiego, często określany mianem wicekróla (ang. viceroy) lub lorda zastępcy (ang. Lord Deputy). Nieznana jest dokładna data powstania tego urzędu. Urząd został zniesiony po utworzeniu Wolnego Państwa Irlandzkiego w 1922 r. Jego kompetencje zostały podzielone między gubernatora Wolnego Państwa Irlandzkiego i gubernatora Irlandii Północnej.

## Kompetencje
Kompetencje lorda namiestnika Irlandii jako przedstawiciela Korony Brytyjskiej:
- reprezentowanie króla (lub królowej)
- głowa władzy wykonawczej w Irlandii (tzw. „Administracji Zamku Dublińskiego”)
- członek gabinetu (okazjonalnie)
- kontrolował wymiar sprawiedliwości
- był głównodowodzącym wojskami brytyjskimi w Irlandii (okazjonalnie)
- był Wielkim Mistrzem Orderu św. Patryka

Przed aktem unii z 1800 r., który znosił m.in. irlandzki parlament, rolą lorda namiestnika było wygłoszenie mowy tronowej w imieniu króla. Lord mógł również nadawać tytuły parowskie. Często służyło to do korumpowania deputowanych do Parlamentu. Jednego dnia w czerwcu 1777 r. wicekról John Hobart, 2. hrabia Buckinghamshire, podniósł 5 wicehrabiów do rangi hrabiów, 7 baronów do rangi wicehrabiów i utworzył 18 nowych baronii.

## Struktura Administracji Zamku Dublińskiego
Ciałem doradczym lorda namiestnika była Irlandzka Tajna Rada (Irish Privy Council), w skład której wchodzili irlandzcy parowie i ludzie nominowani przez wicekróla. W rządzeniu Irlandią Lord Namiestnik miał następujących pomocników:
- główny sekretarz Irlandii (Chief Secretary for Ireland), szef administracji, pod koniec XIX w. stał się kimś w rodzaju premiera Irlandii (podczas gdy Lord Namiestnik stał się jakby konstytucyjnym monarchą)
- Podsekretarz Irlandii (Under Secretary for Ireland), szef służby cywilnej
- Lordowie Sprawiedliwości (Lord Justices), trzech urzędników działających w imieniu wicekróla podczas jego nieobecności. Powstali w 1800 r., ich wcześniejsze tytuły to lord kanclerz Irlandii, Speaker irlandzkiej Izby Gmin oraz protestancki prymas Irlandii, arcybiskup Armagh.

## Kadencja
Nie było ustalonego czasu sprawowania urzędu wicekróla. Każdy nowo nominowany Lord Namiestnik rządził Irlandią z woli Jego/Jej Królewskiej Mości. W praktyce długość kadencji zależała od brytyjskiego rządu, który wprowadzał na stanowisko wicekróla swojego człowieka.

## Kto mógł sprawować urząd
Przed 1500 r. na stanowisko nominowani byli głównie przedstawiciele anglo-irlandzkiej arystokracji. Z biegiem czasu urząd coraz częściej był przekazywany Anglikom i protestantom. Ostatnim irlandzkim katolikiem na stanowisku lorda namiestnika był Richard Talbot, 1. hrabia Tyrconnell w latach 1685–1691. Później wicekrólami mogli być tylko Brytyjczycy wyznania anglikańskiego. Dopiero w 1921 r. wicekrólem ponownie został katolik.
Od lat 80. XVIII w. wicekrólowie rzadko przebywali w Irlandii, głównie byli obecni podczas sesji irlandzkiego parlamentu.

## Lista Lordów Namiestników Irlandii
Lista prezentuje Lordów Namiestników po 1528 r., gdyż dane dotyczące lat poprzednich są niepełne

- 1528–1529: Piers Buttler, 1. hrabia Ossory
- 1529–1534: Henryk FitzRoy, 1. książę Richmond i Somerset
- 1534–1536: William Skeffington
- 1536–1540: Leonard Grey, 1. wicehrabia Grane
- 1540–1540: Lordowie Sprawiedliwości
- 1540–1548: Anthony St Leger
- 1548–1549: Edward Bellingham
- 1549–1550: Lordowie Sprawiedliwości
- 1550–1551: Anthony St Leger
- 1551–1552: James Croft
- 1552–1553: Lordowie Sprawiedliwości
- 1553–1556: Anthony St Leger
- 1556–1558: Thomas Radclyffe, 3. hrabia Sussex
- 1558–1559: Lordowie Sprawiedliwości
- 1559–1565: Thomas Radclyffe, 3. hrabia Sussex
- 1565–1571: Henry Sidney
- 1571–1571: Lordowie Sprawiedliwości
- 1571–1575: William FitzWilliam
- 1575–1578: Henry Sidney
- 1578–1580: Lordowie Sprawiedliwości
- 1580–1582: Arthur Grey, 14. baron Grey de Wilton
- 1582–1584: Lordowie Sprawiedliwości
- 1584–1588: John Perrot
- 1588–1594: William FitzWilliam
- 1594–1597: William Russell, 1. baron Russell
- 1597–1597: Thomas Burgh, lord Burgh
- 1597–1599: Lordowie Sprawiedliwości
- 1599–1599: Robert Devereux, 2. hrabia Essex
- 1599–1600: Lordowie Sprawiedliwości
- 1600–1604: Charles Blount, 1. hrabia Devonshire
- 1604–1615: Arthur Chichester
- 1615–1622: Oliver St John
- 1622–1629: Henry Cary, 1. wicehrabia Falkland
- 1629–1633: Lordowie Sprawiedliwości
- 1633–1641: Thomas Wentworth, 1. hrabia Strafford
- 1641–1643: Robert Sidney, 2. hrabia Leicester
- 1643–1646: James Butler, 12. hrabia Ormonde
- 1646–1648: Philip Sidney, lord Lisle
- 1648–1649: James Butler, 12. hrabia Ormonde
- 1649–1650: Oliver Cromwell osobiście w Irlandii
- 1650–1651: Henry Ireton
- 1652–1657: Charles Fleetwood
- 1657–1659: Henry Cromwell
- 1659–1660: Edmund Ludlow
- 1660–1662: George Monck, 1. książę Albemarle
- 1662–1668: James Butler, 1. książę Ormonde
- 1668–1669: Thomas Butler, 6. hrabia Ossory
- 1669–1670: John Robartes, 2. baron Robartes
- 1670–1672: John Berkeley, 1. baron Berkeley
- 1672–1677: Arthur Capell, 1. hrabia Essex
- 1677–1685: James Butler, 1. książę Ormonde
- 1685–1685: Lordowie Sprawiedliwości
- 1685–1687: Henry Hyde, 2. hrabia Clarendon
- 1687–1689: Richard Talbot, 1. hrabia Tyrconnel
- 1689–1690: Jego Wysokość Król Jakub II osobiście w Irlandii
- 1690–1690: Jego Wysokość Król Wilhelm III osobiście w Irlandii
- 1690–1692: Lordowie Sprawiedliwości
- 1692–1693: Henry Sydney, 1. wicehrabia Sydney
- 1693–1695: Lordowie Sprawiedliwości
- 1695–1696: Henry Capell, 1. baron Capell
- 1696–1700: Lordowie Sprawiedliwości
- 1700–1703: Laurence Hyde, 1. hrabia Rochester
- 1703–1707: James Butler, 2. książę Ormonde
- 1707–1708: Thomas Herbert, 8. hrabia Pembroke
- 1708–1710: Thomas Wharton, 1. hrabia Wharton
- 1710–1713: James Butler, 2. książę Ormonde
- 1713–1714: Charles Talbot, 1. książę Shrewsbury
- 1714–1717: Charles Spencer, 3. hrabia Sunderland
- 1717–1717: Charles Townshend, 2. wicehrabia Townshend
- 1717–1720: Charles Paulet, 2. książę Bolton
- 1720–1724: Charles FitzRoy, 2. książę Grafton
- 1724–1730: John Carteret, 2. baron Carteret
- 1730–1737: Lionel Sackville, 1. książę Dorset
- 1737–1744: William Cavendish, 3. książę Devonshire
- 1745–1746: Philip Stanhope, 4. hrabia Chesterfield
- 1746–1751: William Stanhope, 1. hrabia Harrington
- 1751–1755: Lionel Sackville, 1. książę Dorset
- 1755–1757: William Cavendish, 4. książę Devonshire
- 1757–1761: John Russell, 4. książę Bedford
- 1761–1763: George Montagu-Dunk, 2. hrabia Halifaksu
- 1763–1765: Hugh Percy, 2. hrabia Northumberland
- 1765–1765: Thomas Thynne, 3. wicehrabia Weymouth
- 1765–1766: Francis Seymour-Conway, 1. hrabia Hertford
- 1766–1766: George Hervey, 2. hrabia Bristol
- 1766–1772: George Townshend, 4. wicehrabia Townshend
- 1772–1776: Simon Harcourt
- 1776–1780: John Hobart, 2. hrabia Buckinghamshire
- 1780–1782: Frederick Howard, 5. hrabia Carlisle
- 1782–1782: William Bentinck, 3. książę Portland
- 1782–1783: George Nugent-Temple-Grenville, 3. hrabia Temple
- 1783–1784: Robert Henley, 2. hrabia Northington
- 1784–1787: Charles Manners, 4. książę Rutland
- 1787–1789: George Nugent-Temple-Grenville, 1. markiz Buckingham
- 1789–1794: John Fane, 10. hrabia Westmorland
- 1794–1795: William FitzWilliam, 4. hrabia FitzWilliam
- 1795–1798: John Pratt, 2. hrabia Camden
- 1798–1801: Charles Cornwallis, 1. markiz Cornwallis
- 1801–1805: Philip Yorke, 3. hrabia Hardwicke
- 1805–1806: Edward Clive, 1. hrabia Powis
- 1806–1807: John Russell, 6. książę Bedford
- 1807–1813: Charles Lennox, 4. książę Richmond
- 1813–1817: Charles Whitworth, 1. wicehrabia Whitworth
- 1817–1821: Charles Talbot, 2. hrabia Talbot
- 1821–1828: Richard Wellesley, 1. markiz Wellesley
- 1828–1829: Henry Paget, 1. markiz Anglesey
- 1829–1830: Hugh Percy, 3. książę Northumberland
- 1830–1833: Henry Paget, 1. markiz Anglesey
- 1833–1834: Richard Wellesley, 1. markiz Wellesley
- 1834–1835: Thomas Hamilton, 9. hrabia Haddington
- 1835–1839: Constantine Phipps, 1. markiz Normanby
- 1839–1841: Hugh Fortescue, wicehrabia Ebrington
- 1841–1844: Thomas de Grey, 2. hrabia de Grey
- 1844–1846: William à Court, 1. baron Heytesbury
- 1846–1847: John Ponsonby, 4. hrabia Bessborough
- 1847–1852: George Villiers, 4. hrabia Clarendon
- 1852–1852: Archibald Montgomerie, 13. hrabia Eglinton
- 1852–1855: Edward Eliot, 3. hrabia St Germans
- 1855–1858: George Howard, 7. hrabia Carlisle
- 1858–1859: Archibald Montgomerie, 13. hrabia Eglinton
- 1859–1864: George Howard, 7. hrabia Carlisle
- 1864–1866: John Wodehouse, 3. baron Wodehouse
- 1866–1868: James Hamilton, 2. markiz Abercorn
- 1868–1874: John Spencer, 5. hrabia Spencer
- 1874–1876: James Hamilton, 1. książę Abercorn
- 1876–1880: John Spencer-Churchill, 7. książę Marlborough
- 1880–1882: Francis Cowper, 7. hrabia Cowper
- 1882–1885: John Spencer, 5. hrabia Spencer
- 1885–1886: Henry Herbert, 4. hrabia Carnarvon
- 1886–1886: John Hamilton-Gordon, 7. hrabia Aberdeen
- 1886–1889: Charles Vane-Tempest-Stewart, 6. markiz Londonderry
- 1889–1892: Lawrence Dundas, 3. hrabia Zetland
- 1892–1895: Robert Crewe-Milnes, 2. baron Houghton
- 1895–1902: George Cadogan, 5. hrabia Cadogan
- 1902–1905: William Ward, 2. hrabia Dudley
- 1905–1915: John Hamilton-Gordon, 7. hrabia Aberdeen
- 1915–1918: Ivor Guest, 2. baron Wimborne
- 1918–1921: John French, 1. wicehrabia French
- 1921–1922: Edmund FitzAlan-Howard, 1. wicehrabia FitzAlan of Derwent

6 grudnia 1922 r. urząd został zniesiony. Jego kompetencje przejął gubernator Wolnego Państwa Irlandzkiego i gubernator Irlandii Północnej.